# جعفر کامبوزیا
جعفر کامبوزیا متولد سال ۱۳۳۹ در زاهدان عضو هیئت علمی  و استاد تمام پژوهشکده علوم محیطی دانشگاه شهید بهشتی می‌باشد و از بهمن ماه (۱۳۹۶) تا بهمن ۱۴۰۲ ریاست  پژوهشکده علوم‌ محیطی دانشگاه شهید بهشتی را به عهده داشته است. نامبرده دارای سوابق متعددی در امور علمی، آموزشی، تحقیقاتی، اجرایی و سیاسی است. سوابق دانشگاهی وی به عنوان عضو هیأت علمی از سال ۱۳۶۷ آغاز و تاکنون ادامه دارد. وی در کارنامه علمی خود بیش از ۱۲۰ مقاله علمی داخلی و خارجی و مشارکت در ۲ کتاب خارجی چاپ شده دارد و مجری و همکار بیش از ۱۲ طرح تحقیقاتی ملی و منطقه ای بوده است. بالغ بر ۵۰ دانشجوی کارشناسی ارشد و ۲۰ دانشجوی دکتری تحت راهنمایی نامبرده فارغ التحصیل گردیده اند. از جمله مسئولیت های اجرایی و سیاسی نامبرده می توان به معاونت دانشجویی و فرهنگی دانشگاه سیستان و بلوچستان، ریاست دانشگاه هرمزگان، نمایندگی مجلس شورای اسلامی در دوره ششم و مشاور تحقیقاتی وزیر کشاورزی اشاره کرد.

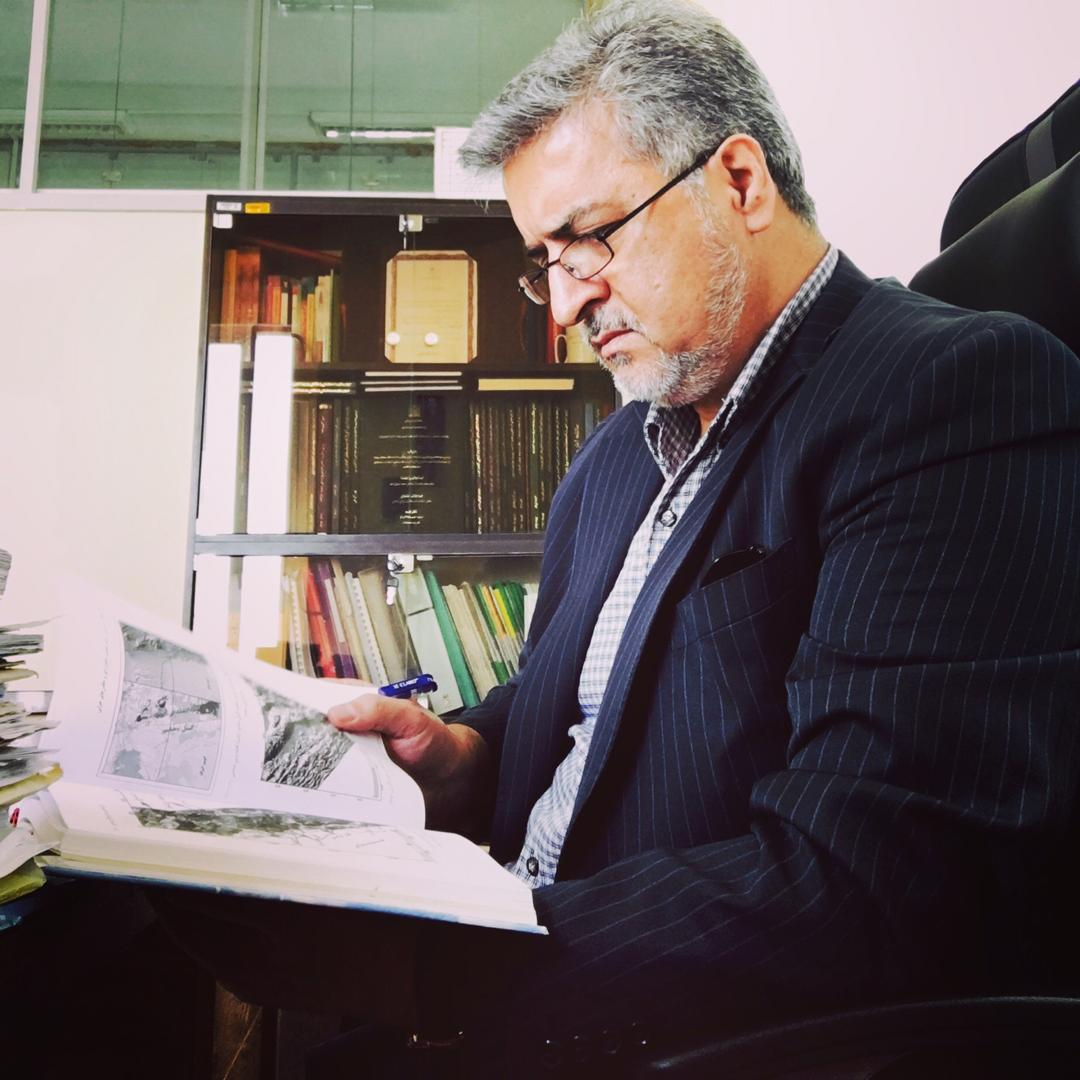
دکتر جعفر کامبوزیا استاد تمام پژوهشکده علوم محیطی

## تحصیلات دانشگاهی
لیسانس علوم زراعی، از دانشگاه فردوسی مشهد (۱۳۶۵ ه‍. ش)
فوق لیسانس زراعت، از دانشگاه تربیت مدرس تهران (۱۳۶۷ ه‍. ش)
دکتری فیزیولوژی گیاهان زراعی، از دانشگاه آدلاید استرالیا (۱۳۷۳ ه‍. ش)

## زمینه‌های تخصصی
زراعت و فیزیولوژی گیاهان زراعی- اگرواکولوژی-تغییر اقلیم- آمار پیشرفته-مدلسازی سیستم‌های کشاورزی- طرح آزمایشات

## سوابق اجرایی
۱ عضو هیئت علمی رسمی- قطعی، دانشگاه سیستان و بلوچستان از سال ۱۳۶۷تا۱۳۸۴
۲ عضو هیئت علمی رسمی- قطعی (انتقال به دانشگاه شهید بهشتی) از سال۱۳۸۴تاکنون
۳ معاون آموزشی، دانشگاه سیستان و بلوچستان از سال۱۳۶۷تا۱۳۶۸
۴ معاون دانشجوئی (و رئیس دفتر امور رزمندگان) دانشگاه‌سیستان و بلوچستان از سال ۱۳۶۸ تا ۱۳۶۹
۵ گذراندن دوره دکتری در دانشگاه آدلاید استرالیا از سال ۱۳۶۹تا ۱۳۷۳
۶ رئیس اداره نظارت، ارزیابی و برنامه‌ریزی، دانشگاه‌سیستان‌و بلوچستان از سال ۱۳۷۳تا۱۳۷۴
۷ معاون دانشجوئی و فرهنگی، دانشگاه سیستان و بلوچستان از سال۱۳۷۴تا۱۳۷۶
۸ عضو و مشاور کمیته تخصصی منابع طبیعی مرکز تحقیقات منابع طبیعی استان سیستان و بلوچستان، سازمان جهاد سازندگی سیستان و بلوچستان از سال ۱۳۷۴تا۱۳۷۷
۹ عضو شورای آموزشی و پژوهشی، مرکز آموزش مدیریت دولتی سیستان و بلوچستان از سال۱۳۷۶تاکنون
۱۰ رئیس دانشگاه هرمزگان (مأمور از دانشگاه سیستان و بلوچستان) از سال۱۳۷۶تا ۱۳۷۹
۱۱ نایب رئیس شورای پژوهش و فناوری استان هرمزگان، از سال ۱۳۷۸تا ۱۳۷۹
۱۲ عضو هیئت حل اختلاف و رسیدگی به شکایات شوراهای اسلامی، استان هرمزگان از سال۱۳۷۸تا۱۳۷۹
۱۳ عضو ستاد برنامه‌ریزی تحول اداری استان هرمزگان، از سال ۱۳۷۸تا ۱۳۷۹
۱۴ عضو ستاد پروژه ملی گفتگوی جوانان استان هرمزگان، بندر عباس- هرمزگان از سال ۱۳۷۹تا۱۳۷۹
۱۵ نماینده دوره ششم مجلس شورای اسلامی (مأمور از دانشگاه سیستان و بلوچستان)، تهران از سال۱۳۷۹تا۱۳۸۳
۱۶ عضو هیئت مدیره و مدیر حوزه برنامه‌ریزی استراتژیک سازمان ملی بهره‌وری، (مأمور از دانشگاه سیستان و بلوچستان)، تهران از سال۱۳۸۳تا۱۳۸۴
۱۷ مشاور وزیر جهاد کشاورزی در امور تحقیقات (مأمور از دانشگاه سیستان و بلوچستان) تهران از سال۱۳۸۳تا شهریور ۱۳۸۴
۱۸ مشاور رئیس و مسئول دفتر امور بین‌الملل دانشگاه علامه (مأمور از دانشگاه سیستان و بلوچستان)، از سال ۱۳۸۳ تا مهرماه ۱۳۸۴
۱۹ عضو هیئت علمی پژوهشکده علوم‌محیطی (انتقال از دانشگاه سیستان و بلوچستان) به دانشگاه شهیدبهشتی از آذر ۱۳۸۴تا کنون
۲۰ مدیر گروه کشاورزی اکولوژیک، پژوهشکده علوم محیطی دانشگاه شهید بهشتی از اردیبهشت ۱۳۸۶تا۱۳۸۸
۲۱ عضو هیأت مؤسس مؤسسه آموزش عالی هاتف (زاهدان)، زاهدان از سال۱۳۸۴تاکنون
۲۲ عضو هیئت امنای مؤسسه آموزش عالی هاتف (زاهدان)، زاهدان از سال ۱۳۸۷تاکنون
۲۳ رئیس هیئت امنای مؤسسه آموزش عالی هاتف (زاهدان)، زاهدان از سال ۱۳۹۵تاکنون
۲۴ معاون آموزشی پژوهشکده علوم‌محیطی، دانشگاه شهید بهشتی از فروردین ۱۳۹۶تاکنون
۲۵ قائم مقام پژوهشکده علوم‌محیطی، دانشگاه شهید بهشتی از فروردین ۱۳۹۶ تاکنون
۲۶ رئیس پژوهشکده علوم‌محیطی، دانشگاه شهیدبهشتی از بهمن ۱۳۹۶تا بهمن ۱۴۰۲